# Doctor at Sea

Doctor at Sea is een Engelse filmkomedie van Ralph Thomas uit 1955. Dirk Bogarde speelt hierin de hoofdrol, Brigitte Bardot een bijrol. Het verhaal is gebaseerd op een boek van de Engelse schrijver Richard Gordon.

## Verhaal
In deze komedie monstert een jonge huisarts aan als scheepsdokter op een vrachtschip. Zijn reis verloopt voorspoedig, tot de boot twee vrouwelijke passagiers moet meenemen. Deze dames verstoren ongewild het ritme van de mannengemeenschap aan boord, en dat van de kapitein in het bijzonder. Dit laatste brengt ook de dokter in problemen, maar het loopt allemaal goed af.

## Rolverdeling
| Acteur                  | Personage               |
| ----------------------- | ----------------------- |
| Dirk Bogarde            | Dr. Simon Sparrow       |
| Brenda de Banzie        | Muriel Mallet           |
| Brigitte Bardot         | Hélène Colbert          |
| James Robertson Justice | Kapitein Hogg           |
| Maurice Denham          | Easter                  |
| Michael Medwin          | Sub-lieutenant Trail    |
| Hubert Gregg            | Archer                  |
| James Kenney            | Fellowes                |
| Raymond Huntley         | Kapitein Beamish        |
| Geoffrey Keen           | Hornbeam                |
| George Coulouris        | 'Chippie' the Carpenter |
| Noel Purcell            | Corbie                  |
| Jill Adams              | Jill                    |
| Joan Sims               | Wendy Thomas            |
| Cyril Chamberlain       | Whimble                 |

## Karakteristieken
- 'Doctor at Sea' wordt hoofdzakelijk gedragen door Dirk Bogarde in zijn rol van scheepsdokter;
- Brigitte Bardot vormt in de film het enige niet-Engelse element, en spreekt Engels met een Frans accent;
- De opnamen en foto's van Brigitte Bardot uit deze productie worden algemeen gerekend tot de beste uit haar 22-jarige filmcarrière.